# Učenje tujih jezikov
Učenje tujega jezika je postopek, v katerem govorec spozna pomen oz. semantiko, fonetiko, oblikoslovje, skladnjo in pragmatiko jezika, ki ni njegov materni jezik.

## Zgodovina
Akadijci so 2350 let pr.n.št. (v Mezopotamiji) premagali Sumerce, prevzeli njihovo upravo, s tem pa tudi njihov jezik, ki so se ga posledično vsi morali naučiti. Pri tem jim je pomagal sumersko-akadijski slovar, ki je prvi primer kontrastivnega jezikoslovja in prevajanja.
Začetki prvega sodobnega učenja tujega jezika segajo v 17. stoletje z učenjem in poučevanjem latinščine, ki je bila stoletja prevladujoč jezik znanosti, trgovanja, vere in politike. Latinščino so počasi izpodrivale francoščina, italijanščina in angleščina, kar je poskušal preprečiti Jan Amos Komensky. Prav on šteje za enega izmed prvih teoretikov, ki so pisali o sistematičnem pridobivanju znanja tujega jezika in pedagoških metodah učenja tujega jezika.
Učenje tujega jezika pa v evropskih šolah ni bilo del kurikuluma do 18. stoletja, ko se je zgradilo tradicionalno učenje tujih jezikov - učenje slovničnih pravil na pamet s katerimi potem poskušamo razbrati pomen besedila v ciljnem jeziku, zelo malo ustne rabe jezika itd.
Do pravih inovacij na področju učenja in poučevanja tujih jezikov pa je prišlo v 19. in 20. stoletju s teoretiki, kot so Jean Manesca, Heinrich Gottfried Ollendorff (1803–1865), Henry Sweet (1845–1912), Otto Jespersen (1860–1943) in Harold Palmer (1877–1949), čigar pristopi do učenja tujih jezikov so temeljili na jezikoslovnih in psiholoških teorijah.

## Metode
Starejše metode poučevanja, kot sta slovnično-prevajalska metoda in direktna metoda, se še vedno uporabljajo, vendar redko, saj veljajo za zastarele in neučinkovite. Med novejšimi metodami so: 
- Pimsleurjeva metoda učenja jezikov, ki je metoda učenja tujih jezikov s poslušanjem avdio (MP3) posnetkov. Pimsleurjeva metoda se osredotoči na najpogosteje uporabljane besede, ki v normalnem pogovoru obsegajo okrog 80 % vseh uporabljenih besed po frekvenci.
- Michael Thomasova metoda, ki zatrjuje, da se je jezika mogoče naučiti v treh dneh.
- Rosetta Stone, ki je interaktivni računalniški program za učenje tujih jezikov (CALL). Program uporablja slike, tekst, zvok in video posnetke. Ime pa ima po Kamnu iz Rosette.
- Metoda učenja tujih jezikov s pomočjo hipnoze.
- E-izobraževanje itd.

## Pomen učenja tujih jezikov
Zaradi globalizacije je komunikacija nujna in znanje tujih jezikov zelo pomembno, zato tudi večina držav vključuje tuji jezik v šoli kot obvezni predmet. Predvsem angleščino, ki je dominanten jezik v mednarodnem sporazumevanju na področjih znanosti, umetnosti, turizma, tehnologije in politike.
Angleščino kot tuji jezik se tako po svetu uči kar 1,5 milijarde ljudi, francoščino 82 milijonov ljudi, kitajščino pa 30 milijonov ljudi.

## Učenje tujih jezikov v Sloveniji
Poleg obveznega pouka tujega jezika v osnovni in srednji šoli, je v Sloveniji na voljo veliko tečajev. Na višji stopnji pa se lahko kot študenti učijo tujega jezika na treh univerzah.

### Univerza v Ljubljani
Filozofska fakulteta: Oddelek za anglistiko in amerikanistiko, Oddelek za germanistiko z nederlandistiko  in skandinavistiko, Oddelek za prevajalstvo, Oddelek za romanske jezike in književnosti, Oddelek za slavistiko in Oddelek za slovenistiko.

### Univerza v Mariboru
Filozofska fakulteta: Anglistika in amerikanistika, Germanistika, Madžarski jezik in književnost, Prevodoslovje, Slovanski jeziki in književnosti.

### Univerza na Primorskem
Fakulteta za humanistične vede: Italijanistika, Slovenistika, Medkulturno jezikovno posredovanje.